# Opatov (stacja metra)
Opatov – stacja linii C metra praskiego, położona na skraju dzielnicy Chodov i największego w Czechach osiedla Jižní Město (Miasto Południowe).
Oddana została 7 listopada 1980 roku pod nazwą Družby (Przyjaźni), którą nosiła do 22 lutego 1990.